# کولور (پنسیلوانیا)
کولور (به انگلیسی: Colver) یک منطقهٔ مسکونی در ایالات متحده آمریکا است که در شهرستان کمبریا، پنسیلوانیا واقع شده‌است. کولور ۳٫۲۷ کیلومتر مربع مساحت و ۹۵۹ نفر جمعیت دارد و ۶۵۸٫۳۸ متر بالاتر از سطح دریا واقع شده‌است.